# 同孚洋行
同孚洋行（Olyphant & Co.） 是一个在19世纪活跃于中国的美资洋行。该公司开始时在广州参与“旧中国贸易”，后来扩展到其他国家，包括英国, 澳大利亚和新西兰。最后，同孚洋行因在秘鲁的业务而导致公司于1878年倒闭。

## 历史
早在广州一口通商时期，同孚洋行成立于广州，由大卫·奥利芬在他的老雇主破产以后创建。 同孚洋行开始时在广州参与“旧中国贸易”，从事丝绸、地毯和花式物品贸易，设于广州十三行的廣源行（美国馆）。由于奥利芬强烈反对鸦片贸易，同孚洋行是仅有的不从事鸦片走私的大型洋行之一。 该洋行因其反鸦片立场而被称为“锡安之角”（Zion's Corner）。 在接下来的30年里，同孚洋行在与琼记洋行、旗昌洋行等其他贸易商的竞争中继续发展，陆续在 香港、上海、福州以及澳大利亚和新西兰开设了办事处。

### 莫里森号事件
1837年，同孚洋行的“莫里森号”试图遣返7名日本船员，同时与日本开展贸易。日本人向其开枪后，船被迫撤退。。

### 铁路
大卫·奥利芬的儿子罗伯特·莫里森·奥利芬于1858年重组公司后， 在1870年代，合伙人奥古斯都·艾伦·海耶斯提议与怡和洋行和琼记洋行合作，修筑吴淞与上海闸北区之间的吴淞铁路。

### 飞剪式帆船
同孚洋行拥有数艘飞剪式帆船，用于将茶叶和丝绸从中国运送到美国：
- 威廉·罗曼号（1850）
- 野鸽号（1851）
- Tinqua （1851）
- 野鸭号（1852）

## 倒闭
在十九世纪七十年代中期，该公司减少了对中国产品的兴趣，转向与秘鲁政府合作经营硝酸钠生意。作为与秘鲁生意的延伸，同孚洋行同意用船只从中国运送劳工。 同孚洋行在秘鲁业务的损失导致其在1878年末破产。